# Liste der Baudenkmäler in Freisenbruch
Die Liste der Baudenkmäler in Freisenbruch enthält die denkmalgeschützten Bauwerke auf dem Gebiet von Essen-Freisenbruch, Stadtbezirk VII, in Nordrhein-Westfalen (Stand: Januar 2016). Diese Baudenkmäler sind in der Denkmalliste der Stadt Essen eingetragen; Grundlage für die Aufnahme ist das Denkmalschutzgesetz Nordrhein-Westfalen (DSchG NRW).

| Bild                               | Bezeichnung                        | Lage                           | Beschreibung | Bauzeit                | Eingetragen seit  | Denkmal- nummer |
| ---------------------------------- | ---------------------------------- | ------------------------------ | --- | ---------------------- | ----------------- | --------------- |
| Hofanlage                          | Hofanlage                          | Bochumer Landstraße 144a Karte | | 1865                   | 10. August 1989   | 512             |
| Fachwerkhaus                       | Fachwerkhaus                       | Hellweg 85 Karte               | | 1812–1813              | 8. September 1988 | 238             |
| Fachwerkhaus                       | Fachwerkhaus                       | Hellweg 87 Karte               | | Anfang 19. Jahrhundert | 9. August 1990    | 570             |
| Fachwerkhaus                       | Fachwerkhaus                       | Hellweg 89 Karte               | | 1815                   | 9. August 1990    | 571             |
| Kriegsehrenmal                     | Kriegsehrenmal                     | Kütings Garten Karte           | Ehrenmal für die Gefallenen des Ersten Weltkriegs | nach 1918              | 10. August 1989   | 513             |
| Kirche St. Antonius von Padua      | Kirche St. Antonius von Padua      | Kütings Garten Karte           | Gemeindekirche der Pfarrgemeinde St. Laurentius | 1900–1901              | 10. August 1989   | 514             |
| Haupthaus des ehemaligen Brandhofs | Haupthaus des ehemaligen Brandhofs | Schirnbecker Teiche 34 Karte   | zweigeschossiges Längsdeelenhaus, 1826 nach Zerstörung durch einen Brand neu errichtet, erste urkundliche Erwähnung des Hofs 1368, einst im Besitz des Hauses Grimberg, der Bauer Brandhoff erwarb den Hof 1753 als Halbbauer von Johann Wilhelm Maximilian Graf von Nesselrode, 1865 wurden die auf dem Hof lastenden fiskalischen Lasten durch Heinrich Grüggel genannt Kamann abgelöst, Haus noch heute in Besitz der Familie Kamann, Haus als Wohn- und Lagerhaus verpachtet | 1826                   | 14. Februar 1985  | 55              |
| Bürgerhaus Oststadt                | Bürgerhaus Oststadt                | Schultenweg 37–41 Karte        | Architekt: Friedrich Mebes aus Essen | 1973–1976              | 4. Juli 2019      | 981             |